# Бойова дружина (Донбас)
Бойова дружина — збройні загони робітників, створені соціал-демократами під час революції 1905—1907 років в Донецькому водозборі.

## Історія
У червні 1905 року в Донбасі соціал-демократи створюють перші загони самооборони на рудниках і заводах, збирають кошти для їх озброєння. Загони самооборони стали попередникам бойових дружин.
Під час всеросійського жовтневого політичного страйку і на початку грудня 1905 року робітники Юзівки, Маріуполя, Єнакієвого створюють Ради робітничих
депутатів і формують робітничі бойові дружини. Бойові дружини опановували військовими знаннями, навчалися тактиці вуличної боротьби, добували різними шляхами зброю, створювали майстерні для його виготовлення і склади для зберігання. На основі рішення Третього з'їзду РСДРП «Про збройне повстання» в ряді місцевих орг-цій РСДРП були створені особливі групи з парт. працівників, що займаються технічною підготовкою повстання Особливо посилено створювалися Бойові дружини в жовтні — листопаді, в період безпосередньої підготовки збройного повстання.
Перші збройні виступи бойових дружин Донбасу проти царських військ відбулися на станціях Авдіївка та Ясинувата 13 грудня. Центром збройного повстання робітників Донбасу проти царизму стала Горлівка. На заклик горлівських робітників сюди прибули дружинники з Авдїївки, Дебальцевого, Єнакієвого, Харцизька, Ясинуватої. 17 грудня вони почали загальний наступ проти урядових військ, але зазнали поразки. Та боротьба проти самодержавства і капіталістів тривала.

## Склад
- 1-а Горлівська бойова дружина
- 2-а Горлівська бойова дружина
- Дебальцевська бойова дружина -Л. Г. Мартиненко Г. Г. Ларкін
- Дружківська бойова дружина
- Єнакіївська бойова дружина- А. П. Щербаков
- Ясинуватська бойова дружина
- Гришинська бойова дружина
- Авдіївська бойова дружина
- Харцизька бойова дружина
- Кадіївська бойова дружина
- Алчевська бойова дружина

## Найбільші зіткнення
- Горлівське збройне повстання
- Дебальцевське збройне повстання 1905 року